# Caprice no 24
Pour les articles homonymes, voir Liste de caprices et capricci en musique.
Le Caprice no 24 en la mineur de Niccolò Paganini, est le 24e capriccio final pour violon seul, des Vingt-quatre caprices pour violon MS 25 op. 1, composé vers 1817 par le compositeur de musique classique italien Niccolò Paganini (1782-1840) un des chefs-d'œuvre les plus célèbres de ce violoniste virtuose le plus célèbre de son temps.

## Historique
Après avoir composé sa première sonate (perdue) et donné son premier concert à l'âge de 8 ans, Niccolò Paganini (jeune compositeur prodige de la république de Gênes, qualifié par certains de meilleur violoniste de la musique romantique du XIXe siècle, et de tous les temps) compose ses Vingt-quatre caprices pour violon à partir de 1802 (alors âgé de 20 ans) inspirés des caprices de L'arte del violino de Pietro Locatelli (publiés en 1733). 
Son caprice no 24 final pour violon seul est une courte pièce de concert spectaculaire d'environ 4 minutes, composée d'un thème décliné en 11 variations et un final, ou Paganini concentre et condense de nombreuses difficultés techniques connues de l’instrument. À l'image des premiers chefs-d'œuvre de jeunes virtuoses-maestros du violon (ou de la viole de gambe) tels que La Follia des Douze Sonates en trio, op. 1, d'Antonio Vivaldi de 1703 (alors âgé de 25 ans) ou des Sonnerie de Sainte-Geneviève du Mont de Paris, de Marin Marais en 1723 (alors encore jeune élève de Jean de Sainte-Colombe) ces premières compositions précoces d'études dédiées « aux artistes » contribuent à développer et démontrer leur virtuosité spectaculaire puissante expressive et révolutionnaire de jouer de leur instrument. Doué d'une « puissance magnétiquement communicatrice » selon Honoré de Balzac, le degré de génie frénétique de succès et de renommée hors norme de Paganini lui valent une forte suspicion publique de son vivant d'avoir passé un pacte avec le Diable (inspirée du célèbre pacte avec le diable du docteur Faust de Goethe de la même époque, et illustré entre autres par le téléfilm Paganini, le violoniste du diable, de Bernard Rose, de 2013, avec David Garrett dans le rôle de Paganini).

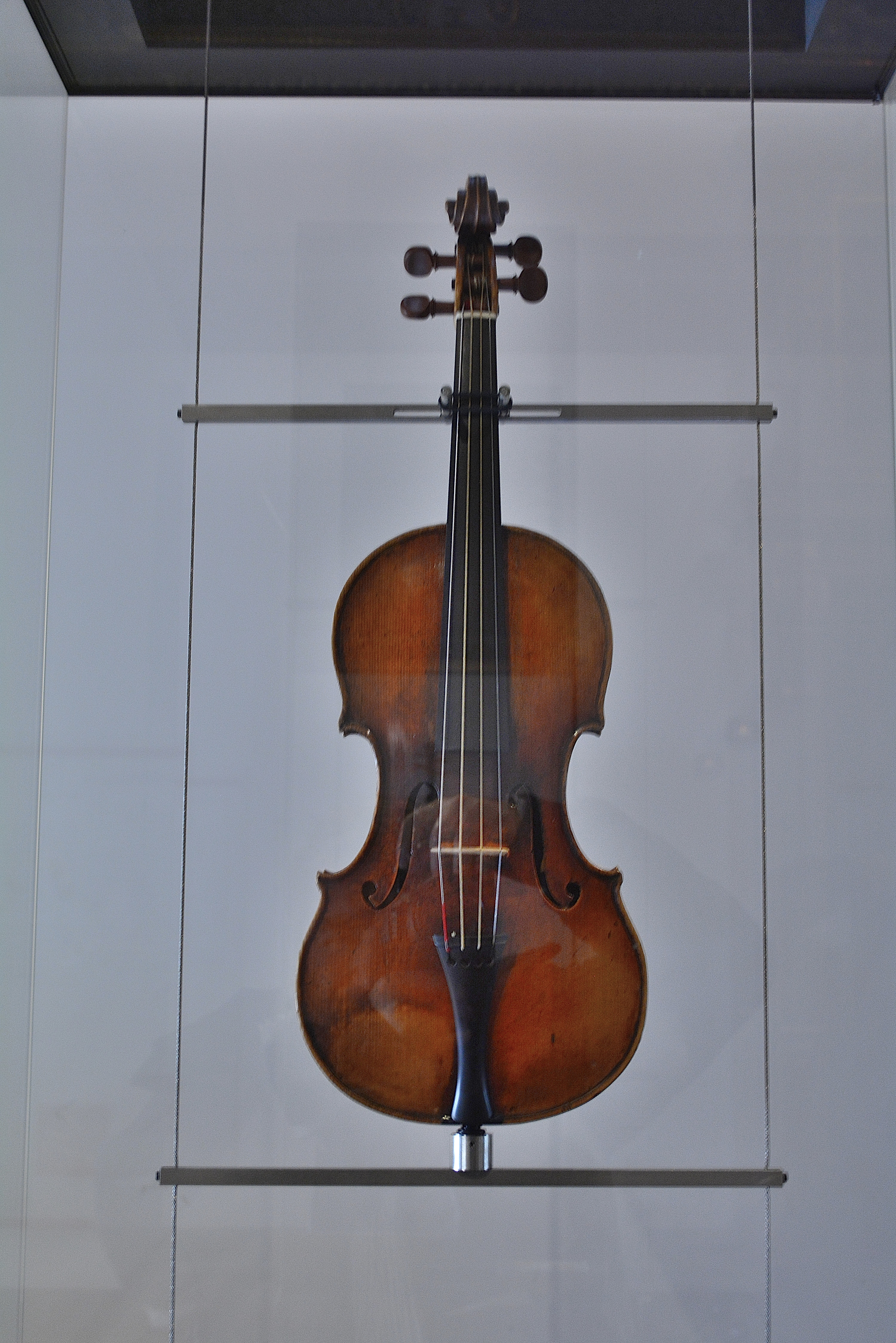
Violon Guarnerius « Il Cannone » de Niccolò Paganini, du Palazzo Doria-Tursi de Gênes

- Quelques interprètes

Paganini est nommé maître de concert en janvier 1805 de l'orchestre de la république de Lucques (annexée au Premier Empire français par l'empereur Napoléon Ier, avec sa sœur Élisa Bonaparte pour princesse souveraine). Paganini entretient alors une relation amoureuse avec cette dernière dont il devient le virtuose de chambre et directeur d'opéra (tout en donnant des cours particuliers à son mari le prince Félix Baciocchi) jusqu'en jusqu'en 1807 ou Élisa Baciocchi devint grande-duchesse de Toscane à Florence. Il compose durant cette période la majorité de ses œuvres solo, et de nombreuses œuvres pour violon et orchestre, et pour violon et guitare... 
Les Vingt-quatre caprices pour violon op. 1 sont édités par l'éditeur Casa Ricordi en 1820, avec ses cinq premiers opus, deux recueils de sonates pour violon et guitare (op. 2 et 3) et six quatuors avec guitare (op. 4 et 5). Ces Caprices (considérés comme une des œuvres pour violon virtuose solo les plus complexes et difficiles de l'histoire de la musique classique occidentale) sont alors jugés injouables, avant de devenir à ce jour « une Bible » d'études du répertoire des violonistes virtuoses contemporains, sorte d' « Everest » pour virtuoses souvent joués en rappel de concerts des violonistes les plus en vue. 

## Adaptations
Ce caprice no 24 est adapté et transcrit avec leurs propres variations par de nombreux compositeurs, avec de nombreuses variantes d'instruments, dont Sergueï Rachmaninov (Rhapsodie sur un thème de Paganini pour piano et orchestre), Franz Liszt (Grandes études de Paganini), Johannes Brahms, Witold Lutosławski, ou Benny Goodman (Caprice XXIV Paganini)...   

## Cinéma et télévision
- 2013 : Paganini, le violoniste du diable, de Bernard Rose, avec David Garrett dans le rôle de Niccolò Paganini[1]